# Graminoïde

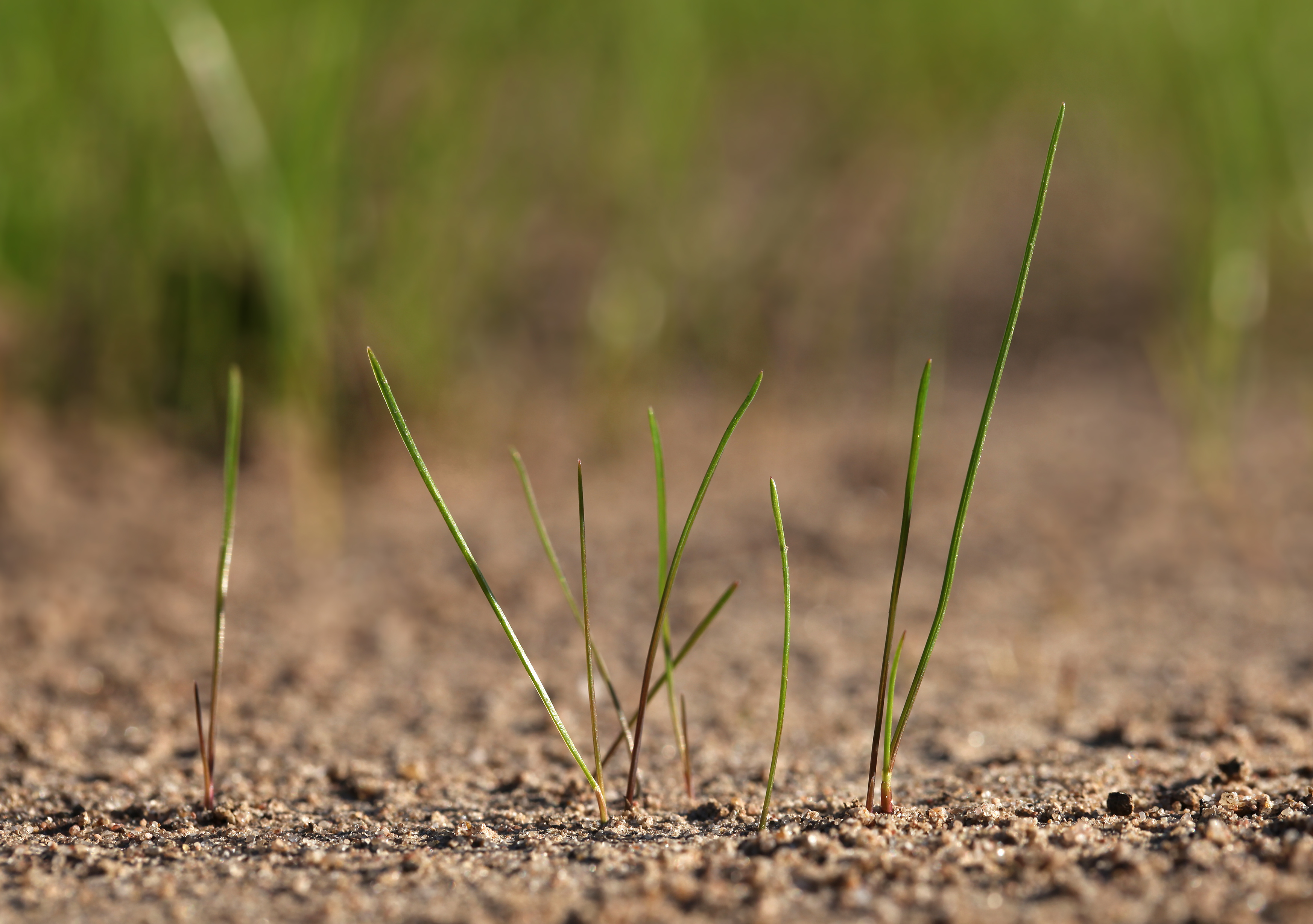
Germination de fétuques (Festuca) aux longues feuilles effilées.

En botanique et écologie, les graminoïdes sont des plantes herbacées, monocotylédones, ayant une morphologie voisine du type « graminée », c'est-à-dire ayant notamment des tiges proches du « chaume » , et des feuilles au limbe étroit et effilé. Elles s'opposent aux « phorbes » (ou forbes), plantes herbacées à feuilles larges, dicotylédones, n'ayant pas ces caractéristiques.
Les espèces de plantes graminoïdes appartiennent principalement aux familles des Poaceae (graminées au sens strict), des Cyperaceae (laîches) et des Juncaceae (joncs).
Ces familles ne sont pas étroitement apparentées, mais appartiennent à des clades différents de l'ordre des Poales.
Les Poaceae sont de loin la famille la plus importante avec environ 12 000 espèces. On peut y ajouter les Juncaginaceae et les isoetes (unique genre des Isoetaceae).
Outre leurs ressemblances morphologiques, les graminoïdes partagent une distribution très large, souvent dominante, dans des habitats ouverts tels que les prairies naturelles ou les marais. On peut cependant les rencontrer également dans le sous-bois des forêts. Les laîches et joncs tendent à préférer des habitats plus humides que les graminées.

Plantes graminoïdes
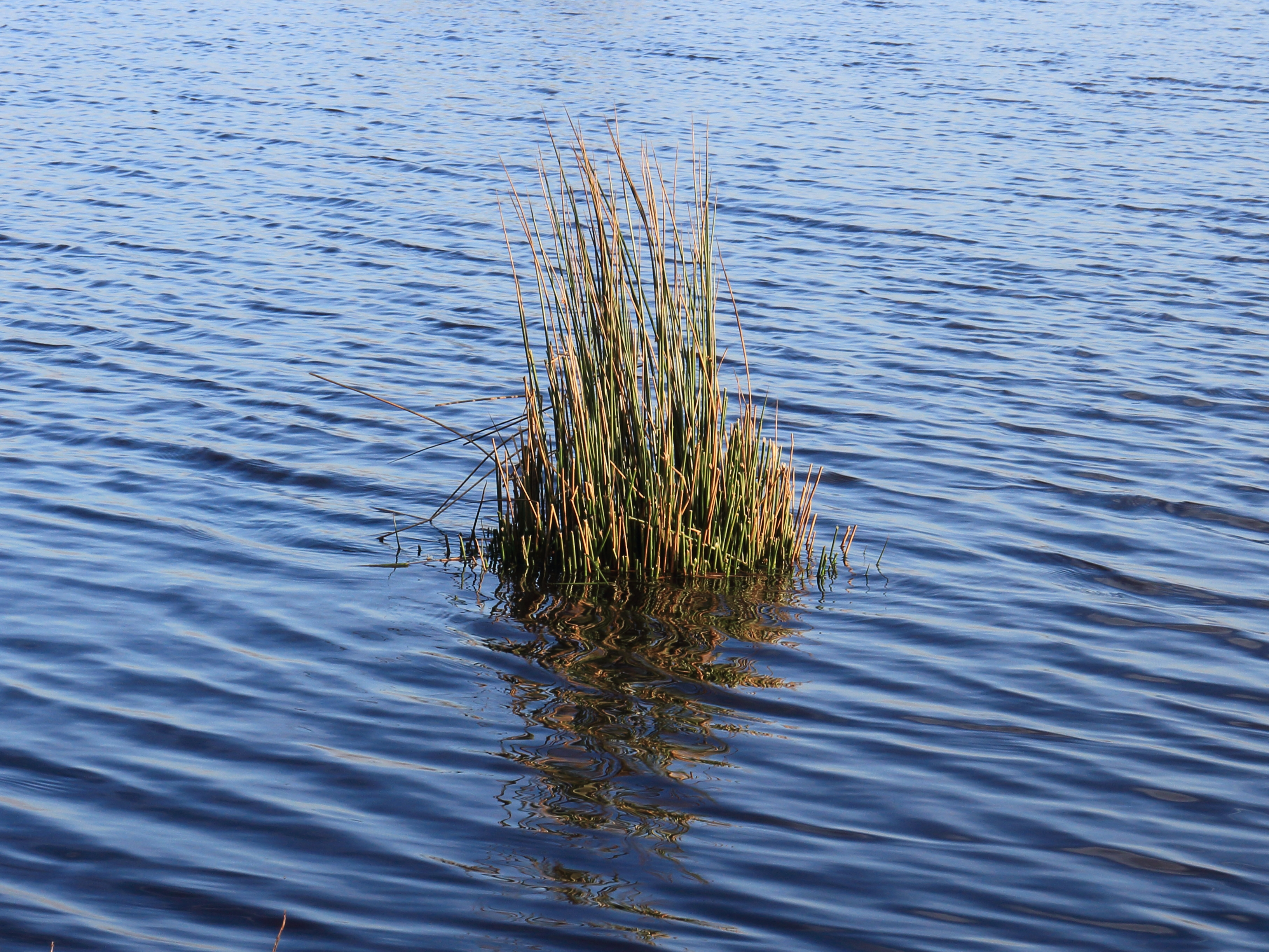
Juncus effusus, (Juncaceae).
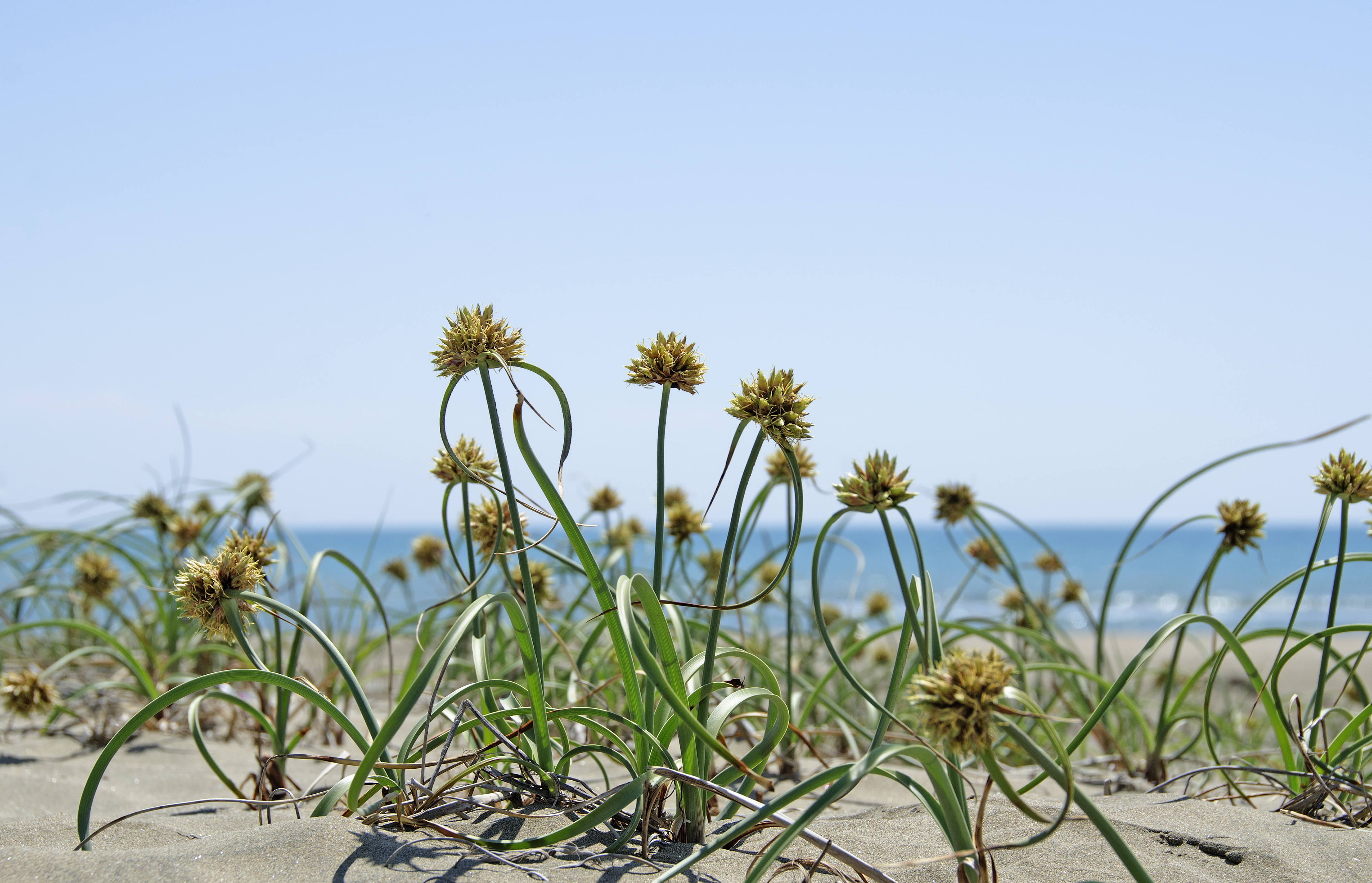
Cyperus capitatus, (Cyperaceae).
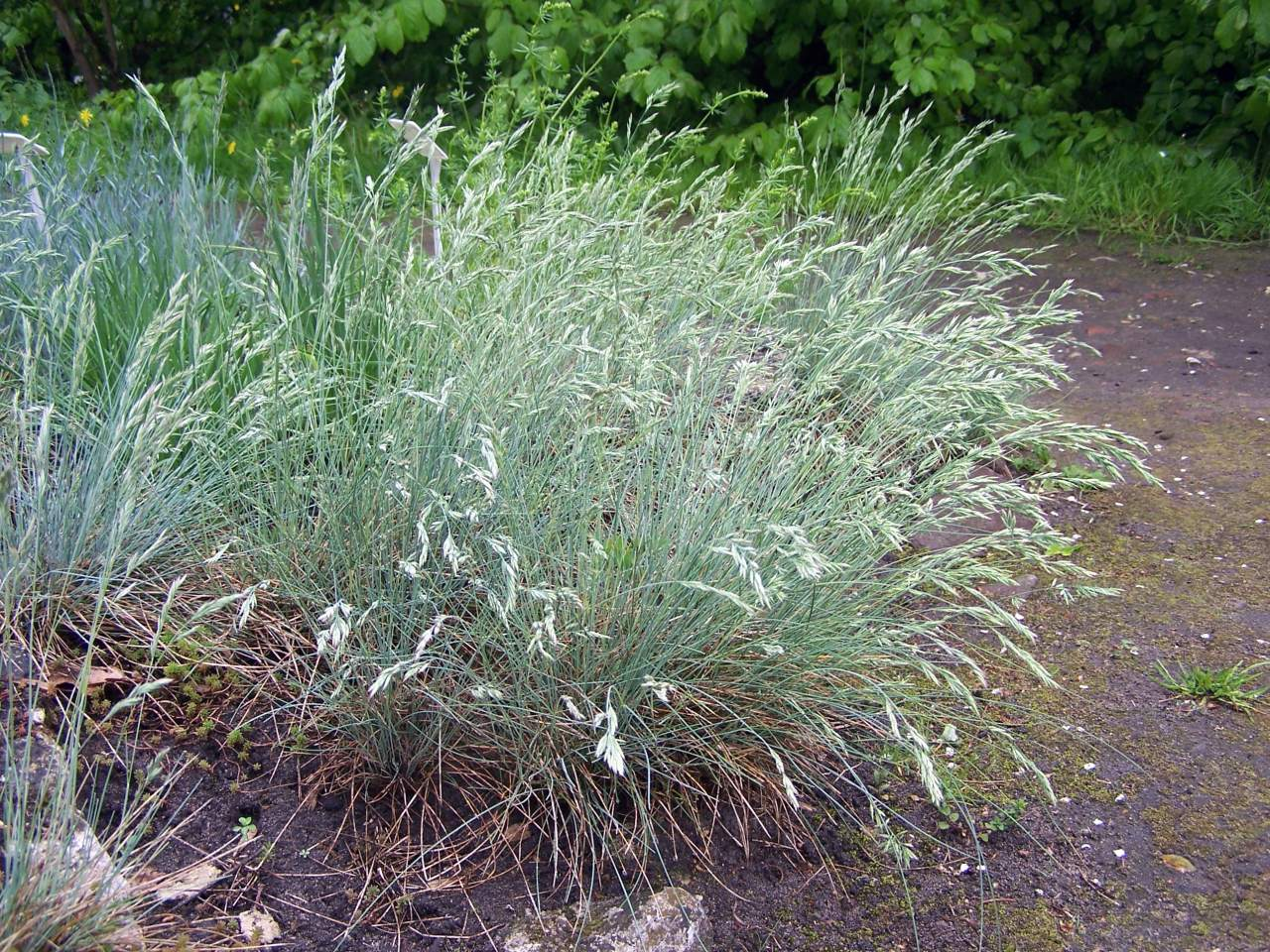
Festuca cinerea (Poaceae).

Les plantes graminoïdes se différencient des herbacées non-graminoïdes par une surface foliaire spécifique plus faible et une teneur en matière sèche des feuilles plus élevée,.